# کاربرد آفت‌کش

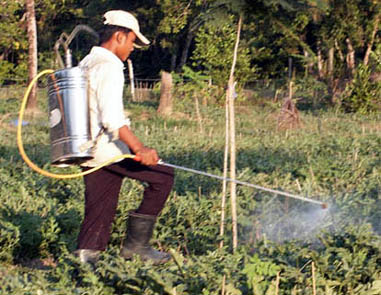
سمپاش دستی از نوع کوله‌پشتی

کاربرد آفت‌کش (به انگلیسی: Pesticide application) به روش عملی اشاره دارد که در آن آفت‌کش‌ها (شامل علف‌کش‌ها، قارچ‌کش‌ها، حشره‌کش‌ها یا عوامل کنترل نماتد) به هدف‌های بیولوژیکی خود (مانند جانداران آفت، محصول یا دیگر گیاهان) تحویل داده می‌شوند. نگرانی عمومی دربارهٔ کاربرد آفت‌کش‌ها، نیاز به کارآمد کردن این فرایند را تا حد امکان به منظور کاستن از انتشار آنها در محیط زیست و قرار گرفتن انسان (از جمله اپراتورها، تماشاگران و مصرف‌کنندگان محصول) برجسته کرده‌است. مدیریت آفت با استفاده منطقی از آفت‌کش‌ها بسیار چندرشته‌ای است و بسیاری از جنبه‌های زیست‌شناسی و شیمی را با: زراعت، مهندسی، هواشناسی، اجتماعی-اقتصادی و بهداشت عمومی، همراه با رشته‌های جدیدتری مانند زیست‌فناوری و علم اطلاعات ترکیب می‌کند.

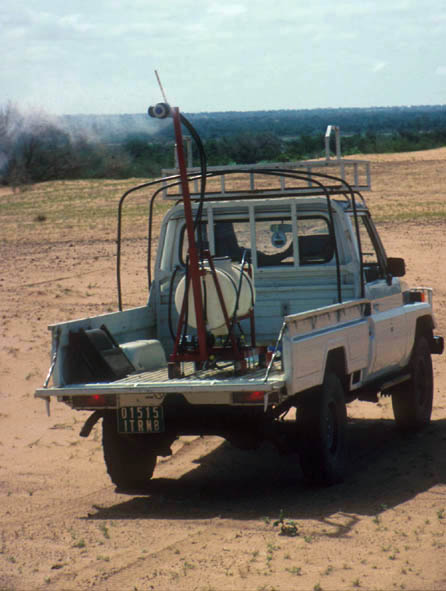
یک سمپاش ULV برای کنترل آفت ملخ (عکس از نیجر)